# (37308) 2001 OP16
(37308) 2001 OP16 est un astéroïde de la ceinture principale aréocroiseur découvert en 2001.

## Description
(37308) 2001 OP16 a été découvert le 21 juillet 2001 à l'observatoire Palomar, situé au nord de San Diego en Californie, par le programme Near Earth Asteroid Tracking (NEAT).

### Caractéristiques orbitales
L'orbite de cet astéroïde est caractérisée par un demi-grand axe de 2,12 ua, un périhélie de 1,44 ua, une excentricité de 0,32 et une inclinaison de 5,58° par rapport à l'écliptique. Du fait de ces caractéristiques, à savoir un demi-grand axe inférieur à 3,2 ua et un périhélie compris entre 1,3 et 1,666 ua, il croise l'orbite de Mars et est classé, selon la JPL Small-Body Database, comme astéroïde aréocroiseur (aréo venant de Arès).

### Caractéristiques physiques
(37308) 2001 OP16 a une magnitude absolue (H) de 16,9 et un albédo estimé à 0,352.